# Malindi FC
El Malindi Sport Club es un equipo de fútbol de Zanzíbar que juega en la Primera División de Zanzíbar, la liga de fútbol más importante del país.

## Historia
Fue fundado en el año 1942 en la ciudad de Unguja y es de los equipos que participó por varios años en la Liga tanzana de fútbol, la cual ganó en 3 ocasiones y la Primera División de Zanzíbar en otras 2; también ganó el torneo de copa de Tanzania en 1 ocasión.
Cuando Zanzíbar se integró a la CAF en el 2004, Malindi Sport Club se integró a la estructura de competencia del fútbol en Zanzíbar.
A nivel internacional ha participado en 5 torneos continentales, donde su mejor participación ha sido en la Copa CAF 1995, donde alcanzó las semifinales.

## Palmarés
- Premier League: 3

1989, 1990, 1992
- Liga tanzana de fútbol: 2

1989, 1992
- Copa Nyerere: 1

1993
- Copa Mapinduzi: 1

2007
- Copa de Zanzíbar: 1

2019

## Participación en competiciones de la CAF
| Temporada | Torneo                            | Ronda            | Club                 | Casa | Visita | Global      |
| --------- | --------------------------------- | ---------------- | -------------------- | ---- | ------ | ----------- |
| 1990      | Copa Africana de Clubes Campeones | Preliminar       | Mukungwa FC          | 0-0  | 1-2    | 1-2         |
| 1993      | Copa Africana de Clubes Campeones | Preliminar       | Saint-George SA      | 1-0  | 1-1    | 2-1         |
| 1993      | Copa Africana de Clubes Campeones | 1                | Zamalek SC           | 0-1  | 0-4    | 0-5         |
| 1994      | Recopa Africana                   | 1                | KCC                  | dq1  | dq1    | dq1         |
| 1994      | Recopa Africana                   | 2                | Eleven Men in Flight | 1-0  | 1-0    | 2-0         |
| 1994      | Recopa Africana                   | Cuartos de final | Mbilinga FC          | 1-0  | 0-4    | 1-4         |
| 1995      | Copa CAF                          | 1                | Mbabane Swallows     | 2-0  | 1-0    | 3-0         |
| 1995      | Copa CAF                          | 2                | KCC                  | 1-0  | 2-0    | 3-0         |
| 1995      | Copa CAF                          | Cuartos de final | OC Agaza             | 0-0  | 2-0    | 2-0         |
| 1995      | Copa CAF                          | Semifinales      | ES Sahel             | 1-0  | 0-1    | 1-1 (3-4 p) |
| 2019/20   | Copa Confederación de la CAF      | Prelimnar        | Mogadishu City Club  | 1-0  | 0-0    | 1-0         |
| 2019/20   | Copa Confederación de la CAF      | 1                | Al-Masry SC          | 1-4  | 1-3    | 2-7         |

1- Los equipos de Uganda fueron descalificados por las deudas que tenía su federación con la CAF.